# Siklawica
Siklawica – wodospad w Tatrach Zachodnich, w górnej części Doliny Strążyskiej (według kryteriów ściśle geograficznych już na obszarze Małej Dolinki), pod północną ścianą Giewontu. Wodospad opada z dwóch prawie pionowo nachylonych ścian (pod kątem 80°). Jest to wodospad dwuczęściowy.Wysokość dolnej części wynosi 12 m, górnej również 12 m. W niewielkiej odległości nad górną częścią jest jeszcze trzecia część o wysokości 9 m. Pomiędzy górną i dolną jego częścią istnieje skalna półka, w której w skale wymyte zostało siłą uderzenia wody i niesionych przez nią odłamków skalnych wgłębienie wypełnione wodą, tzw. kocioł eworsyjny.
Nazwa wodospadu pochodzi od Siklawy w Dolinie Pięciu Stawów Polskich. Dawniej nazywany był także Siczącą, Siczawą, Siklawą. Był odwiedzany od samych początków turystyki w Tatrach. Ludwik Zejszner w 1849 r. pisał o nim: „...godzien ze wszech miar widzenia”. Wodospad znajduje się w jednym z dwóch górnych odgałęzień Doliny Strążyskiej zwanym Małą Dolinką, którym – i dalej bardzo stromym żlebem Warzecha – niegdyś prowadziła najkrótsza ścieżka turystyczna z Zakopanego na Giewont.

## Szlaki turystyczne
z Polany Strążyskiej do wodospadu. Czas przejścia: 15 min w obie strony